# 美森の大ヤマツツジ

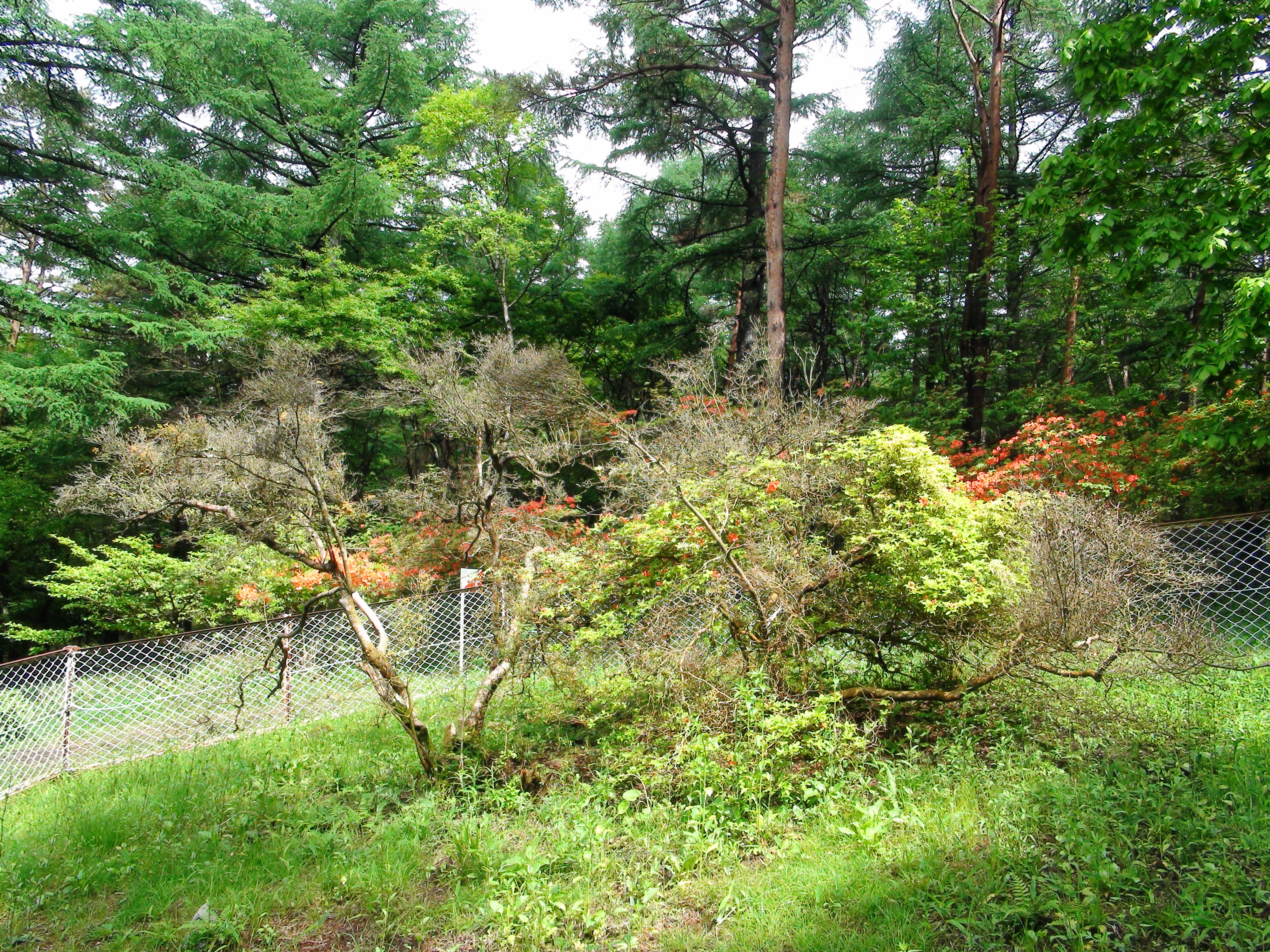
美森の大ヤマツツジ。
指定樹の個体。樹勢は衰え枯死した部位が目立つ。2011年6月21日撮影。

美森の大ヤマツツジ（うつくしもりのおおヤマツツジ）は、山梨県北杜市清里高原にあるヤマツツジ（学名：Rhododendron kaempferi）の巨木。
ヤマツツジ列では唯一の日本国指定の天然記念物であり、ツツジでは他に例を見ない巨木である。

## 解説
八ヶ岳主峰赤岳東麓に広がる清里高原の展望台として知られる美し森（標高1542メートル）の南側、カラマツの深い樹林帯の中にある。
この辺り一帯はレンゲツツジ、サラサドウダン、トウゴクミツバツツジなど、多くのツツジが自生しており、昭和初期には、このツツジ群落全体が山梨県の天然記念物に指定されたこともあり、昭和5年の調査では3本のヤマツツジの巨木があったことが資料に記されている。
天然記念物に指定された大ヤマツツジは1本で、樹高が2.5m、根回り2.7m、枝回り24mもある巨大なもので、1935年（昭和10年）6月7日に国の天然記念物に指定された。近年では老衰による樹勢の衰え、また1996年（平成8年）の異常低温などにより、株の大半が枯死してしまったが、周囲には多くのヤマツツジが見られる。例年6月中旬より下旬にかけて開花する。

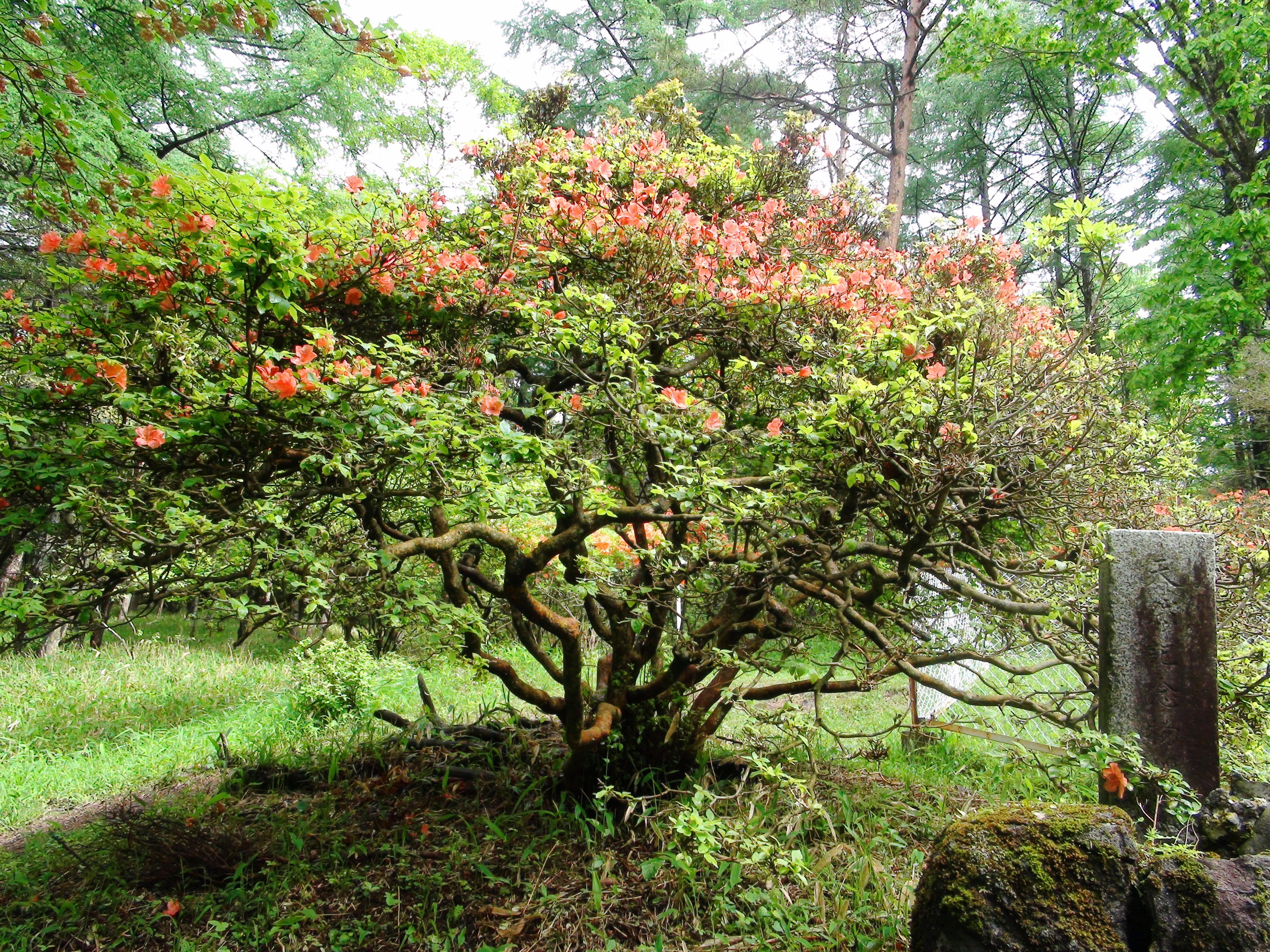
指定木の隣の大ヤマツツジ。指定木ではないが大きな個体である。右手に見える石柱は昭和10年の天然記念物指定当時に設置されたもの。2011年6月21日撮影。
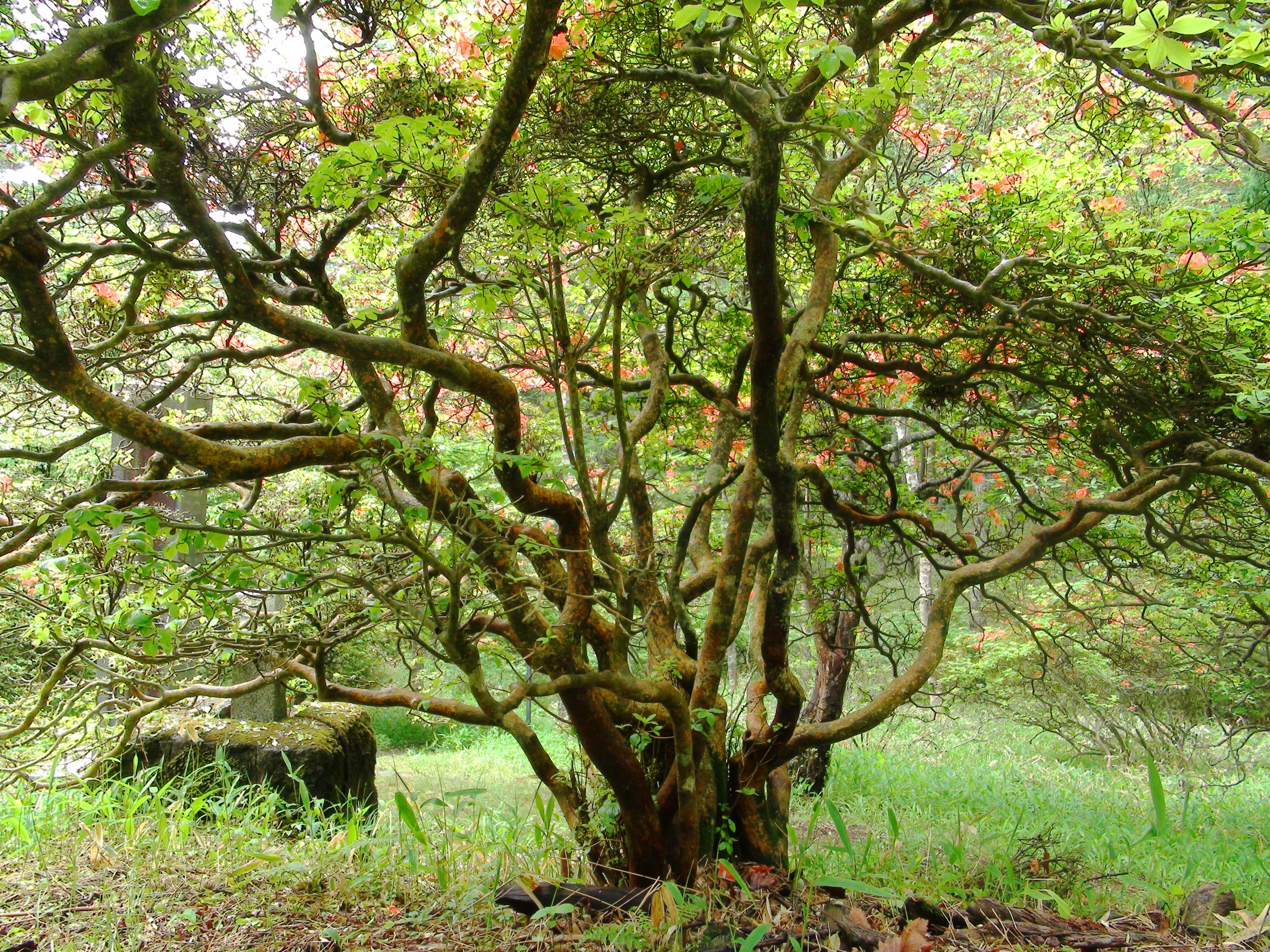
左の画像の別アングル。2011年6月21日撮影。
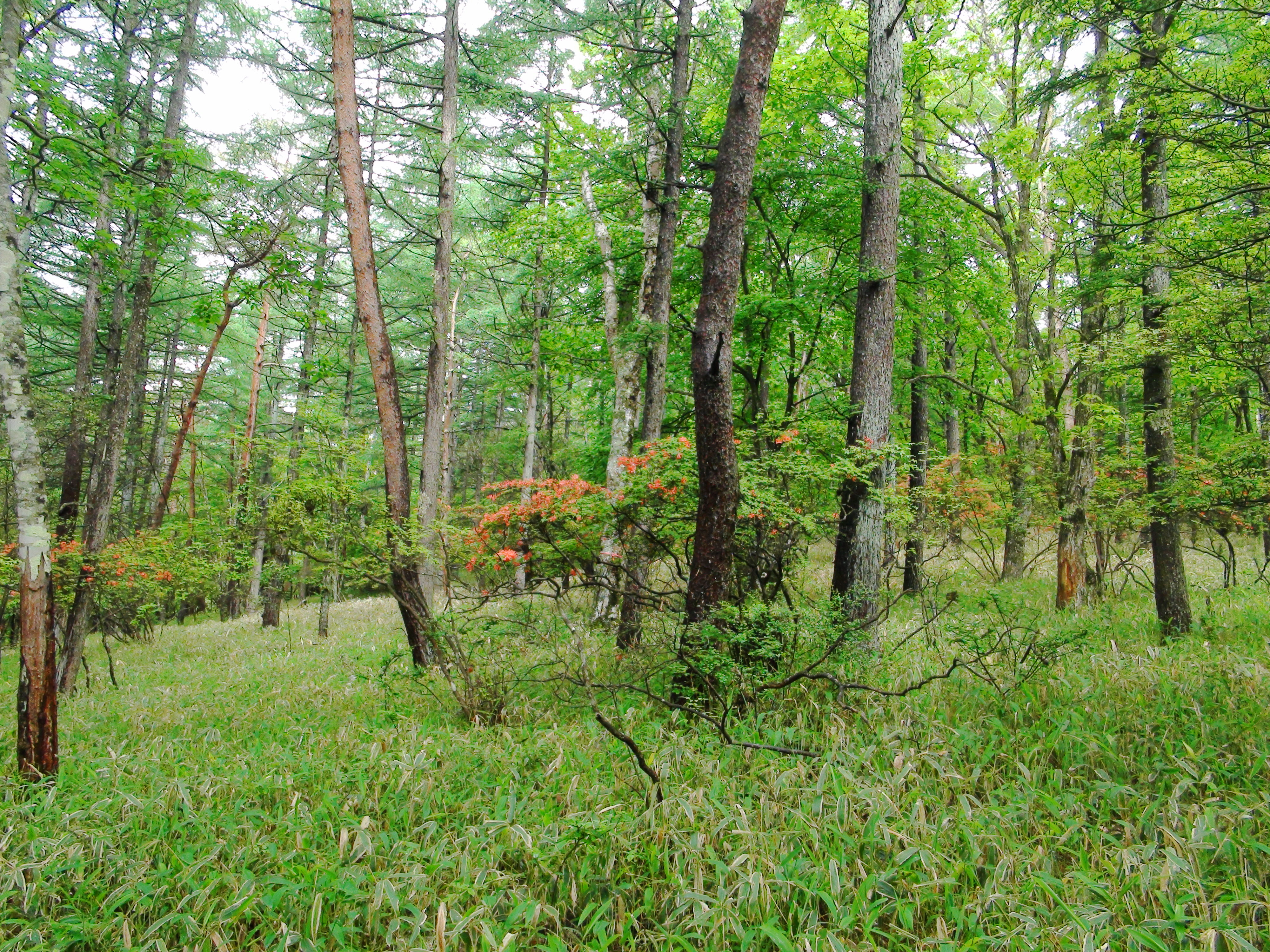
指定木より50メートルほど離れた森林内。ヤマツツジの群生地が広がる。2011年6月21日撮影。

## 交通アクセス
所在地
- 山梨県北杜市大泉町西井出字石堂殿上

交通
- JR東日本小海線清里駅から徒歩約60分
- 県営美森駐車場から徒歩約10分